# 日裔中国人
日裔中國人，又称日裔華人，是指具有日本血统且取得中國國籍的人。在華日本人則泛指在華的日本人，沒有限定國籍。

## 歷史

### 第二次中日戰爭
日本侵華戰爭期間，日本政府計劃向滿洲國與内蒙移民500萬，期間生活在滿洲國和其他被日本占領的中國領土的日本國民由46000增至127000人。
1945年8月日本無條件投降後，在中華民國領土之内，尚有近400萬日本僑民和俘虜。與聚居中國東北地區的朝鲜人（前滿洲國朝鲜人）不同，絕大多數日本僑俘被陸續遣返回國。1949年，中華人民共和國成立，延續原有政策，承認朝鮮族為少數民族，朝鮮人為中國公民，但不承認日本人為中国公民，自1950年代起繼續集體遣返，將中國僅餘的4萬名日本僑民和千餘名日本戰俘遣返回日本。集中遣返後，遺華日僑主要是中國東北地區家庭收養的戰爭遺孤。1972年中日邦交正常化後，約2800名日本遺孤分階段返回日本。最終，極少數遺華日僑留居中國，並獲得中國國籍。

### 21世紀
2014年8月，日本外务省公布的数据显示，约120多万日本人定居海外，其中约有14万人定居中国，仅次于美国，排名第二。
上海是大中華區日本人最集中的地方。 截至2018年10月，有40,747名日本人居住在上海。第二大集中城市是香港，第三大集中城市是臺北。

## 著名的日裔中国人
- 佐佐木敦子：乒乓球运动员庄则栋的夫人。
- 嵯峨浩（1914-1987）：溥杰之妻，中日友好活动家。
- 叶绮（1929-2004）：日裔中国外科大夫。
- 蒋佐梅（1890-1978）：军事家蒋百里之妻，物理学家钱学森的岳母。
- 伊藤郁子（1925-2016）：原日军女护士，日籍解放军之一。
- 中村京子（1925-）：原日军女护士，日籍解放军之一。与中国德裔外科专家汉斯·米勒（1915-1994）结婚。
- 杨治国（1943-）：日本遗孤之一。
- 于德水（193？-）：日本遗孤之一。
- 中村祐人：香港足球运动员

## 备注
1. ↑  前滿洲國朝鲜人的族群身份與日籍朝鲜人身份重合。
2. ↑  徐志民文章[4]稱「只有极少数人获得中国国籍」，未提供具体数据。